# Товарник
Товарник (хорв. Tovarnik) — населений пункт і громада в Вуковарсько-Сремській жупанії Хорватії.

## Населення
Населення громади за даними перепису 2011 року становило 2 775 осіб. Населення самого поселення становило 1 916 осіб.
Динаміка чисельності населення громади:
Динаміка чисельності населення центру громади:

## Населені пункти
Крім поселення Товарник, до громади також входить Ілача.

## Клімат
Середня річна температура становить 11,17 °C, середня максимальна – 25,34 °C, а середня мінімальна – -5,88 °C. Середня річна кількість опадів – 672 мм.
| Клімат поселення                              | Клімат поселення | Клімат поселення | Клімат поселення | Клімат поселення | Клімат поселення | Клімат поселення | Клімат поселення | Клімат поселення | Клімат поселення | Клімат поселення | Клімат поселення | Клімат поселення | Клімат поселення |
| Показник                                      | Січ.             | Лют.             | Бер.             | Квіт.            | Трав.            | Черв.            | Лип.             | Серп.            | Вер.             | Жовт.            | Лист.            | Груд.            |                  |
| Середній максимум, °C                         | 5,94             | 7,96             | 12,58            | 17,24            | 22,60            | 25,34            | 25,14            | 25,11            | 21,15            | 15,61            | 9,49             | 5,68             |                  |
| Середня температура, °C                       | 0,04             | 2,06             | 6,65             | 11,32            | 16,69            | 19,44            | 21,10            | 21,05            | 17,10            | 11,54            | 5,44             | 1,63             |                  |
| Середній мінімум, °C                          | −5,88            | −3,89            | 0,74             | 5,41             | 10,76            | 13,50            | 17,03            | 17,00            | 13,03            | 7,51             | 1,40             | −2,43            |                  |
| Норма опадів, мм                              | 43               | 38               | 41               | 52               | 62               | 88               | 70               | 62               | 51               | 52               | 60               | 53               |                  |
| Середньомісячна швидкість вітру, м/с          | 2.17             | 2.40             | 2.80             | 2.69             | 2.40             | 2.20             | 2.16             | 2.00             | 1.96             | 2.16             | 2.22             | 2.20             |                  |
| Середньомісячна сонячна радіація, кДж/м²·день | 4396             | 7169             | 11219            | 15703            | 19327            | 21643            | 22327            | 20380            | 15142            | 9662             | 5038             | 3644             |                  |
| --------------------------------------------- | ---------------- | ---------------- | ---------------- | ---------------- | ---------------- | ---------------- | ---------------- | ---------------- | ---------------- | ---------------- | ---------------- | ---------------- | ---------------- |
| Джерело:                                      |                  |                  |                  |                  |                  |                  |                  |                  |                  |                  |                  |                  |                  |